# Țara îndepărtată

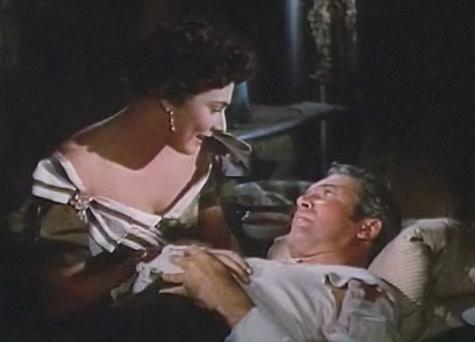
Ruth Roman și James Stewart într-o scenă din film

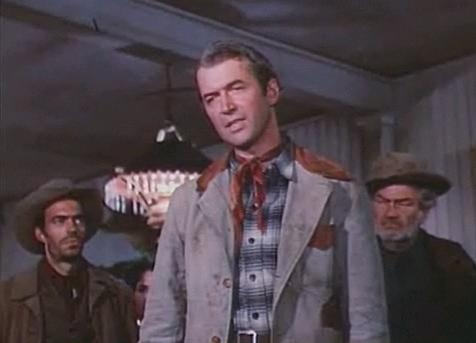
James Stewart într-o scenă din film

Țara îndepărtată  (titlul original: în engleză The Far Country) este un film western american, realizat în 1954 de regizorul Anthony Mann, protagoniști fiind actorii James Stewart, Ruth Roman, Corinne Calvet și Walter Brennan. 

## Distribuție
- James Stewart – Jeff Webster
- Ruth Roman – Ronda Castle
- Corinne Calvet – Renee Vallon
- Walter Brennan – Ben Tatem
- John McIntire – Judge Gannon
- Jay C. Flippen – Marshal Rube Morris
- Harry Morgan – Ketchum
- Steve Brodie – Ives
- Connie Gilchrist – Hominy
- Robert J. Wilke – Madden
- Chubby Johnson – Dusty
- Royal Dano – Luke
- Eugene Borden – Dr Vallon
- Jack Elam – Newberry
- Eddy Waller – Yukon Sam
- Kathleen Freeman – Grits
- Connie Van – Molasses[1]